# Прерията
Прерията (на английски: The Prairie) е исторически роман на американския писател Джеймс Фенимор Купър, издаден през 1827 г. от издателството „Carey, Lea & Carey—Chestnut-Street“ във Филаделфия. Това е последната книга от пенталогията Коженият чорап.

## Сюжет
Внимание:  Текстът по-долу разкрива сюжета на произведението (или части от него)!
Действието на романа се развива в Северна Америка през 1803 г. Авторът отново среща читателите с трапера Натаниел Бъмпо – Коженият чорап, който е заминал далече на запад в американските прерии, за да не чува шума от изсичането на горите. В края на книгата възрастният ловец умира заобиколен от своите приятели – бели и индианци.
„...Изкопаха гроб под сянката на величествени дъбове. И до ден-днешен пеоните го пазят грижливо и често го показват на пътници и търговци като място, където почива справедлив бял човек. След време поставиха до главата му надгробен камък с прост надпис, както бе пожелал сам траперът. Мидълтън си позволи само една-единствена волност – добави думите: „Да не дръзне ничия ръка да оскверни праха му".

## Издания на български език
- „Прерията“, София, изд. „Народна култура“, библиотека „Четиво за юноши“, 1973 г., 456 с.

## Филмови екранизации
- The Prairie (1947), американски филм, режисьор: Frank Wisbar; с участието на Lenore Aubert, Alan Baxter и Russ Vincent.